# Edurne Ochoa
Edurne Ochoa Ledesma (13 de octubre de 1978, Puebla, México) es una estratega en comunicación política con perspectiva de género y Derechos Humanos.
También se desempeña como activista por los derechos políticos y electorales de las mujeres en Latinoamérica. Asesora de la OEA CIM en comunicación con perspectiva de género y capacitadora en temas de vocería, comunicación y negociación en la OEA CIM. Coautora del libro Feminización de la política y Observadora electoral de la MOE en Colombia.
Actualmente, es conocida por su trabajo impulsando el reconocimiento del Sicariato Digital como una actividad delictiva, sobre todo en Redes sociales y Sitios web, lo que afecta a muchas personas que han desarrollado actividades de denuncias en temas como Derechos humanos, Feminismo entre otros. Es coautora del libro Feminización de la política y Observadora electoral de la MOE en Colombia.

## Inicios en la política
Su primera participación en política se produce apoyando a su padre cuando este participaba de una campaña política, a partir de ese momento se ha interesado en abrir espacios para las mujeres en este campo. Sus acciones le han significado amenazas tanto para ella como para su familia y allegados, mismas que se han concretado mediante ataques en sus medios digitales tales como páginas web y perfiles de redes sociales. Por tal motivo se interesó en desarrollar una campaña para reconocer esta actividad como criminal bajo el término Sicariato Digital y que sea condenada desde las legislaturas tanto a nivel estatal (Puebla) como nacional (México).
Durante el año 2024 su labor fue reconocida con el premio Reed Latinos 2024gracias a la producción de un cortometraje sobre la ciberviolencia política.

### Fundación y Liderazgo en la Asociación Civil 33 Mujeres
Edurne Ochoa es la fundadora y presidenta de la Asociación Civil 33 Mujeres, una organización que juega un papel clave en la lucha contra la violencia de género y la promoción de la equidad de género en México y Latinoamérica. Fundada en 2013, la asociación se ha destacado por desarrollar protocolos innovadores y campañas de sensibilización dirigidas a erradicar la violencia hacia las mujeres, particularmente en situaciones de crisis.
Uno de los logros más significativos de 33 Mujeres ocurrió durante la pandemia de COVID-19 en 2020, cuando la organización lanzó la campaña #CuarentenaSinViolencia. Esta iniciativa buscaba atender la creciente violencia doméstica durante el confinamiento y fue pionera al integrar protocolos de asistencia en braille, lengua de señas mexicana y formatos digitales. Además, la campaña incluyó el programa "Ponte las gafas violeta", un espacio en Facebook diseñado para educar y sensibilizar sobre la detección temprana de la violencia de género.
Su organización han sido responsables de otras destacadas campañas como #TuIndiferenciaMata, #HazloComoNiña, #YaLlegamosYNoNosVamos y #LasMujeresVan. Estas iniciativas se han centrado en visibilizar la violencia de género desde diferentes perspectivas, haciendo un llamado a la acción en la sociedad y a la responsabilidad colectiva en la erradicación de este problema.
Un componente clave en el trabajo de 33 Mujeres ha sido la creación del Pink Búnker, un centro de formación política para mujeres fundado en 2018. El Pink Búnker ha sido un espacio de formación feminista que ha capacitado a más de 40,000 mujeres de México y Latinoamérica en temas de política y liderazgo. La formación gratuita se ha ofrecido a través de nueve generaciones, convirtiéndose en un referente para la inclusión política de las mujeres en la región.
Bajo su liderazgo, 33 Mujeres ha logrado un impacto significativo en la vida de miles de mujeres, brindándoles herramientas para identificar, prevenir y enfrentar la violencia, así como para participar activamente en la toma de decisiones políticas y sociales. La labor de Edurne Ochoa ha sido fundamental en la consolidación de espacios de empoderamiento y visibilidad para las mujeres en un contexto de creciente activismo feminista.

### Desarrollo del términoSicariato Digital
A raíz de sus actividades como activista en derechos humanos, especialmente los derechos de las mujeres, Ochoa se convierte en víctima de una persecución en sus medios digitales, tales como; Redes Sociales, sitios Web y acoso telefónico. Debido a ello, inicia una campaña con el objetivo de denunciar este tipo de acoso bajo el término "Sicariato Digital" y promover cambios en la legislación, primero de Puebla y luego en México.
Sus acciones han impulsado a que otros estados del país den inicio a discusiones sobre la importancia de la discusión del tema. Tal es el caso del estado de Sinaloa en donde, el 21 de marzo del 2025 y en el marco de la celebración del Día Internacional de la Mujer, con el auspicio de la Congresista María Teresa Guerra Ochoa, se abrió el espacio para un conversatorio en donde se discutió el tema de la violencia en medios digitales. Es ese espacio no solo participo Edurne Ochoa, se contó además con la participación de la Secretaria de las Mujeres en Sinaloa, Ana Francis Chiquite Elizalde, diputadas y diputados, así como miembros de la ciudadanía, entre otros funcionarios y funcionarias del Estado.